# Stazione di Moscufo
La stazione di Moscufo era una stazione ferroviaria posta lungo la ex linea ferroviaria a scartamento ridotto Pescara-Penne chiusa il 20 giugno 1963, era a servizio del comune di Moscufo.

## Storia
La stazione venne inaugurata il 22 settembre 1929 insieme all'intera linea, continuò il suo esercizio fino il 20 giugno 1963. Successivamente la stazione venne adibita ad altri usi.

## Strutture e impianti
La stazione era dotata di un fabbricato viaggiatori, una sottostazione che stava adiacente al fabbricato, due binari per il transito dei treni e un binario tronco per i merci. Rimangono solo il fabbricato e la sottostazione, sede di una caserma dei Carabinieri, mentre i binari sono stati smantellati.